# Диксон, Дугал
Ду́гал Ди́ксон (англ. Dougal Dixon; р. 1947) — британский писатель и популяризатор науки.
Получил известность, благодаря ряду книг, созданных в жанре Speculative fiction на стыке научной фантастики и научно-популярной литературы, и посвящённых исследованиям возможных путей эволюции животных и человека в будущем.

## Биография
Родился 9 мая 1947 года в городе Дамфрис в Шотландии. Получил степень бакалавра наук по геологии в Сент-Эндрюсском университете в 1970 и магистра наук в 1972 году. Особо интересовался ископаемыми организмами и эволюционной теорией. Его диссертация была посвящена палеогеографии.
Начал публиковаться в 1973 году, устроившись работать в энциклопедическое издательство в качестве консультанта по геологии. В 1978 году был принят в штат Blandford Press, где был редактором большого числа книг, посвященных естественным наукам. В 1980 году ушёл на «вольные хлеба», став профессиональным автором.
В 1987 году участвовал в палеонтологических раскопках в Дорсете. Как геолог-практик в 1995 году принял участие в экспедиции на вулкан Аскья в Исландии.

## Произведения
- После человека: Зоология будущего = After Man: A Zoology of the Future. — St. Martin's Press, 1981. — 124 p. — ISBN 9780312011635.
- Новые динозавры: Альтернативная эволюция = The New Dinosaurs: An Alternative Evolution. — Salem House Publishers, 1988. — 120 p. — ISBN 9780881623017.
- Человек после человека: Антропология будущего = Man After Man: An Anthropology of the Future. — St. Martin's Press, 1990. — 128 p. — ISBN 9780312035600.
- Дикий мир будущего = The Future Is Wild. — Firefly Books, 2002. — 160 p. — ISBN 1552977234.
- Всемирная энциклопедия динозавров = World Encyclopedia of Dinosaurs & Prehistoric Creatures. — Lorenz Books, 2008. — 512 p. — ISBN 9780754817307.

### В русском переводе
- Дикий мир будущего. — Эгмонт Россия Лтд., 2003. — 160 с. — ISBN 5-85044-958-2.
- Всемирная энциклопедия динозавров. — Эксмо, 2008. — 256 с. — ISBN 9785699221448.